# Chernousovella
Chernousovella es un género de foraminífero bentónico considerado como nomen nudum e invalidado, aunque también considerado un sinónimo posterior de Paramillerella de la subfamilia Pseudostaffellinae, de la familia Ozawainellidae, de la superfamilia Fusulinoidea, del suborden Fusulinina y del orden Fusulinida. Su especie tipo era Eostaffella mosquensis. Su rango cronoestratigráfico abarcaba el Carbonífero.

## Discusión
Clasificaciones más recientes incluirían Chernousovella en la superfamilia Ozawainelloidea, y en la subclase Fusulinana de la clase Fusulinata. Otras clasificaciones incluirían Chernousovella en la familia Pseudostaffellidae. Chernousovella fue propuesto como un subgénero de Paramillerella, es decir, Paramillerella (Chernousovella).

## Clasificación
Chernousovella incluía a la siguiente especie:
- Chernousovella mosquensis †